# رويا رمزاني
رويا رمزاني (بالفارسية: رؤیا رمضانی) هي مصممة إيرانية وناشطة حقوق الإنسان. اختيرت ضمن قائمة البي بي سي لأكثر 100 امرأة تأثيرا في العالم لسنة 2017.

## مشوارها
ولدت رويا رمزاني في شمال إيران، وترعرعت في طهران، لكنها انتقلت إلى تورونتو بكندا. درست ب3 جامعات مختلفة، من بينهم جامعة يورك، وجامعة الفنون البصرية في نيويورك. بدأت العمل في وادي السيليكون كمتدربة في غوغل. انتقلت بعدها إلى سان فرانسيسكو، كاليفورنيا حيث بدأت العمل لصالح جي بي مورغان تشيس.
تم اختيارها ضمن قائمة البي بي سي لأكثر 100 امرأة تأثيرا في العالم لسنة 2017. وكجزء من هذا، تحدثت في حدث في متحف تاريخ الحاسوب في ماونتن فيو، كاليفورنيا عن المشاكل التي تواجه المرأة في مجال تطوير التكنولوجيا. ويشمل ذلك التطورات في الملبوسات التقنية والواقع المعزز. وقد حظي عمل رمزاني في هذا المجال بإشادة من قبل رؤسائها في بنك جي بي مورجان.
كما قامت رمزاني بإنشاء تجهيزات فنية في بالو ألتو، كاليفورنيا، والتي تم كشف النقاب عنها في 5 أكتوبر 2017، وهو نفس اليوم الذي تم فيه نشر الخبر الأولي حول ادعاءات سوء السلوك الجنسي لهارفي وينشتاين. العمل الفني مبنى على إطار ويحمل الهاشتاغ #أنا_أيضا الذي أصيغ من طرف تامارا بوركي، واستخدمته رمزاني بسبب الاعتداء الجنسي الذي عانته أثناء وجودها بالجامعة حيث تعرضت لاعتداء جنسي من قبل أستاذ عندما ذهبت إليه للحصول على مساعدة في إحدى فصولها الدراسية.